# 上田良武
上田 良武（うえだ よしたけ、1878年（明治11年）5月6日 - 1957年（昭和32年）2月21日）は、明治・昭和期の日本の海軍軍人。海軍兵学校28期。海軍中将。

## 略歴
鹿児島県に生まれる。薩摩藩士の上田良貞の次男。攻玉社から海軍兵学校に進み、1900年12月卒業。1902年1月に海軍少尉、1903年9月に海軍中尉、1905年1月に海軍大尉、1910年12月に海軍少佐、1915年12月に海軍中佐、1919年海軍大佐となる。この間、1908年7月 - 1912年1月にアメリカに派遣され、1918年6月 - 1920年12月にはアメリカ駐在武官を務めている。1923年4月に航空機試験所長に任ぜられて、後に海軍技術硏究所に入り、1924年12月に海軍少将となる。1925年6月に海軍技術硏究所航空硏究部長に任ぜられ、1927年3月には広海軍工廠長、同年12月には海軍航空本部技術部長を務めて、日本の航空戦略に大きな影響を与えた。1928年12月に海軍中将となるが、翌1929年4月には予備役に編入され、以降は海防義会理事長や日本地政学協会会長を務めた。1945年4月1日に退役。
太平洋戦争の終戦後の1945年9月11日にA級戦犯容疑者に指定され、同月15日にアメリカ陸軍第8軍の憲兵司令部に出頭して横浜刑務所に拘禁された。その後、巣鴨プリズンに移送されたが、A級戦犯容疑者の中で最初に不起訴が決定して釈放された。
妻の信との間に一男（良和）と一女（利子）を儲けた。

## 栄典
- 1906年（明治39年）4月1日 - 功五級金鵄勲章・勲五等双光旭日章・明治三十七八年従軍記章[2]